# Cá lú vàng
Cá lú vàng, tên khoa học là Parapercis xanthozona, là một loài cá biển thuộc chi Parapercis trong họ Cá lú. Loài cá này được mô tả lần đầu tiên vào năm 1849.

## Từ nguyên
Từ định danh xanthozona được ghép bởi hai âm tiết trong tiếng Hy Lạp cổ đại: xanthós (ξανθός; "có màu vàng") và zṓnē (ζώνη; "đai, thắt lưng"), hàm ý đề cập đến dải sọc trắng từ sau nắp mang dọc theo lườn đến vây đuôi ở loài cá này.

## Phạm vi phân bố và môi trường sống
Từ Myanmar và quần đảo Andaman, P. xanthozona được phân bố trải dài về phía đông, băng qua những vùng biển thuộc khu vực Đông Nam Á đến Nouvelle-Calédonie, Fiji và Wallis và Futuna, ngược lên phía bắc đến vùng biển phía nam Nhật Bản, giới hạn phía nam đến bờ biển Tây Úc và Lãnh thổ Bắc Úc. Quần thể được cho là P. xanthozona ở Đông Phi đã được mô tả là một loài mới, Parapercis albiventer.
Ở Việt Nam, P. xanthozona được ghi nhận tại quần đảo Hoàng Sa; quần đảo Cát Bà (Hải Phòng); Cồn Cỏ (Quảng Trị); và vịnh Vân Phong (Khánh Hòa).
P. xanthozona sống tập trung ở khu vực có nền cát gần các rạn san hô trong đầm phá, độ sâu đến ít nhất là 28 m.

## Mô tả
P. xanthozona có chiều dài cơ thể lớn nhất được ghi nhận là 23 cm. Loài này có màu nâu nhạt (trắng ở bụng) với một dải sọc trắng (có khi là vàng nhạt) dọc hai bên lườn, từ gốc vây ngực kéo dài đến đuôi. Phần thân phía trên sọc này có các vệt đốm chữ U màu nâu; thân dưới có các vệt nâu (có khi hợp với đốm chữ U ở trên tạo thành vệt sọc dọc). Cá đực có nhiều vạch xiên màu trắng trên nắp mang.
Số gai ở vây lưng: 5; Số tia vây ở vây lưng: 21; Số gai ở vây hậu môn: 1; Số tia vây ở vây hậu môn: 17–18; Số tia vây ở vây ngực: 17; Số gai ở vây bụng: 1; Số tia vây ở vây bụng: 5; Số vảy đường bên: 56–60.

## Sinh thái học
Thức ăn của P. xanthozona là cá nhỏ và một số loài thủy sinh không xương sống.